# Académie des beaux-arts
Académie des beaux-arts (Akademie krásných umění) je francouzská akademie umění, součást Institut de France. Vznikla v roce 1816 spojením Královské akademie malířství a sochařství,  Akademie hudby a Královské akademie architektury.

## Hlavní milníky historie Akademie
- 1648 Vznik Královské akademie malířství a sochařství
- 1669 Vznik Královské hudební akademie
- 1671 Vznik Královské akademie architektury
- 1803 Sloučení všech dosavadních kategorií pod názvem „krásná umění“
- 1816 Vznik Akademie krásných umění (Académie des beaux-arts)

## Činnost
Académie des beaux-arts  (Akademie krásných umění) je jednou z pěti akademií, které spolu tvoří Francouzský Institut. Jejím cílem je propagovat a podporovat uměleckou tvorbu ve všech svých podobách a zajišťovat ochranu francouzského kulturního dědictví. Její kontinuální podpora tvorby zahrnuje i každoroční udělování řady ocenění a aktivní partnerství mnoha kulturních institucí.
K zajišťování své činnosti čerpá Akademie krásných umění z dědictví sestávajícího především z darů, ale také z příspěvků řady důležitých kulturních nadací, mj. Fondation Paul Marmottan Monet (Musée Marmottan Monet v Paříži a Bibliothèque Marmottan v Boulogne-Billancourt), Fondation Claude Monet v Giverny, Villa Ephrussi de Rothschild v Saint-Jean-Cap-Ferrat a Fondation Jean et Simone Lurçat v Paříži.

## Současnost
V roce 2006 byla Akademie potvrzena zákonem jako právnická osoba podle veřejného práva se zvláštním postavením.
Obsazení funkce prezidenta Akademie a viceprezidenta se pravidelně mění.
- Stálý sekretář : Laurent Petitgirard
- Prezident pro rok 2019 : Pierre Carron
- Vice-prezident pro rok 2019 : Jean Anguera

## Struktura
K říjnu 2018 je Akademie složena z devíti sekcí, které vznikaly postupně:
- I. Malířství
- II. Sochařství
- III. Architektura
- IV. Rytectví
- V. Hudební skladba
- VI. Volní členové
- VII. Kinematografická a audiovizuální tvorba (od r. 1985)
- VIII. Fotografie (od r. 2005)
- IX. Choreografie (od r. 2018)

## Češi v Akademii krásných umění
- 1835 Antonín Rejcha (1770–1836), hudební skladba[5]
- 1896 Václav Brožík (1851–1901), volný člen[5]
- 2018 Jiří Kylián (* 1947)  (s jeho přijetím vytvořila Akademie zcela novou sekci – choreografie)[6]

## Citát
| „             | Bude vás určitě zajímat, že jediní moji předchůdci z naší profese, kteří se stali členy této instituce, byli Marcel Marceau a Maurice Béjart. Ti byli přijati do kategorie nezávislých členů, protože kategorie Choreografie nebyla ještě založena. Oba tyto tvůrce jsem nesmírně obdivoval. 25. dubna 2018, kdy jsem byl zvolen členem Akademie, se choreografie stala její novou kategorií. Mám z toho radost a snad mají také radost ostatní příslušníci našeho cechu. | “ |
| — Jiří Kylián | |   |

## Obsazení křesel v jednotlivých sekcích
Počty křesel se v jednotlivých sekcích časem měnily a docházelo i k přesunu křesel mezi sekcemi. Křesla jsou obsazena pouze žijícími osobami, takže vždy je část křesel prázdných a jsou postupně znovu obsazována.
I.	Malířství
Pierre Carron • Guy de Rougemont • Yves Millecamps • Vladimir Velickovic • Philippe Garel • Jean-Marc Bustamante • Gérard Garouste • Fabrice Hyber
II.	Sochařství
Jean Cardot • Claude Abeille • Antoine Poncet • Brigitte Terziev • Pierre-Edouard • Jean Anguera • Jean-Michel Othoniel
III.	Architektura
Roger Taillibert • Jacques Rougerie • Aymeric Zublena • Alain Charles Perrot • Dominique Perrault • Jean-Michel Wilmotte • Marc Barani • Bernard Desmoulin
IV.	Rytectví
Pierre-Yves Trémois • Erik Desmazières • Astrid de La Forest • Pierre Collin
V.	Hudební skladba
Laurent Petitgirard • François-Bernard Mâche • Edith Canat de Chizy • Michaël Levinas • Gilbert Amy • Thierry Escaich • Bruno Mantovani • Régis Campo
VI.	Volní členové
Michel David-Weill • Pierre Cardin • Henri Loyrette • François-Bernard Michel • Hugues R. Gall • Marc Ladreit de Lacharrière • William Christie • Patrick de Carolis • Muriel Mayette-Holtz • Adrien Goetz
VII.	Kinematografická a audiovizuální tvorba
Roman Polański • Régis Wargnier • Jean-Jacques Annaud • Jacques Perrin • Coline Serreau
VIII.	Fotografie 
Yann Arthus-Bertrand • Sebastião Salgado • Bruno Barbey • Jean Gaumy
Přidružení členové 
S.M.I. Farah Pahlavi • Ieoh Ming Pei • Leonard Gianadda • Seiji Ozawa • William Chattaway • Woody Allen • SA Karim Aga Khan IV • SA la Cheikha Mozah • Sir Norman Foster • Philippe de Montebello • Antonio Lopez Garcia • Jiří Kylián